# SS Californian
El SS Californian fou un vaixell de vapor mixt, de càrrega i passatgers, pertanyent a la Leyland Lines. És famós amb relació a la tragèdia del RMS Titanic en 1912.
El SS Californian pertanyi al holding J.P. Morgan's i la International Mercantile Marline Co. com a part de la firma Leyland Line.
Varat el 26 de novembre de 1901 a les drassanes Shipbuilding & Engineering Company a Dundee, Escòcia.
Estava dissenyat per fer essencialment tasques de cabotatge i transportar una reduïda quantitat de passatge (50 passatgers i 55 tripulants).
Des de 1911 estava comandat pel capità Stanley Lord en la ruta Londres - Boston, Massachusetts, Estats Units.

## La nit del 14 al 15 d'abril de 1912
El diumenge 14 d'abril de 1912, el SS Californian navegava en ruta a Boston, sense portar passatgers, quan feu l'entrada a una zona amb grans pannes de glaç. Cyril Evans, radiooperador de l'equip Marconi del Californian havia estat enviant missatges des de les 19:30 hores als navilis propers i en especial al nou RMS Titanic sobre la presència de tres grans icebergs en la seva ruta. El SS Californian havia creuat una zona de torbs i quan es feu de nit a les 19:30 el torb fred donà pas progressivament a una nit estelada i un mar en la més absoluta calma a les 22 hores.
Harold Bride va rebre els primers reports del Californian a bord del RMS Titanic proper a les 22:00. Aquests reports no arribaren per cap raó al pont. L'aparell Marconi del Titanic s'havia espatllat al matí i els operadors Philips i Bride trigaren 6 hores aproximadament a posar-lo en funcionament, els missatges per enviar i retransmetre s'havien acumulat, posant de mal humor a Philips.
A les 22:21 el Californian va parar les màquines en ingressar en un camp de gel, la detenció de precaució evitava col·lisions de gel sobre el casc.
El tercer oficial Groves estava de guaita a les 23:00, va veure aparèixer una embarcació profusament il·luminada a tal punt que va poder distingir-hi el llum verd de posició. Stanley Lord fou cridat a coberta i observà a 10 milles al sud com s'apropava l'embarcació en rumb paral·lel i preguntà a l'operador quina nau podia estar propera, Evans va respondre que només tenia el Titanic, Lord afirmà més tard davant la Comissió Britànica que aquella embarcació semblava ser més petita i que no podia tractar-se del gran navili de passatgers, (però que el tercer oficial havia identificat com un gran navili de passatge).
Evans tornà a contactar el Titanic a les 23:00 per a reportar un gran iceberg; fou descortesment rebutjat per un iracund Jack Philips qui tenia torn en aquell moment i li va respondre amb brusquedat: "Calli's, calli's, calli's, que estic ocupat amb Cape Race". Evans apagà l'aparell Marconi a les 23:00.
Un dels guaites, el tercer oficial Groves, identificà els llums com els d'un vaixell de passatge i notà que l'embarcació sobtadament va semblar apagar els llums. El RMS Titanic col·lidí amb un iceberg a les 23:40 tot i realitzar un fort viratge i començà a enfonsar-se.
Des de llavors sentenciat Titanic, el quart oficial Boxhall i el segon oficial Ligtholler observaren els llums d'una embarcació a 5-8 milles aproximadament al nord i el seu capità Edward John Smith ordenà que se li fessin senyals en llum Morse. Semblava tan a prop de l'embarcació que Smith suggerí que els bots es dirigissin al vaixell i hi deixessin els seus passatgers per tornar a buscar-ne més.
Des del Californian, el tercer oficial Groves va creure que l'embarcació que havien visualitzat feia una hora els feia senyals Morse poc abans de la mitjanit i juntament amb el segon oficial Stone intentaren respondre els senyals sense obtenir aparent resposta. Des del Titanic, van tenir la mateixa sensació i es deixà de fer senyals. Groves baixà a la cambra de l'aparell Marconi i es col·locà els auriculars per veure si hi havia cap mena de senyal sense fil; però en estar l'aparell apagat, deixà els auriculars.
Els oficials del Californian es retiraren a descansar juntament amb el capità Lord, quedant l'aprenent Gibson a la guàrdia. A mitjanit, el segon oficial Stone canvià la guàrdia amb Groves i va romandre en coberta amb Gibson.
A les 0:45, el segon oficial Stone senyalà que des de l'embarcació s'havia vist prendre's flashes de color blanc i arribà a contar-ne 5. No és clar si això fou comunicat a Lord, qui ja s'havia retirat a dormir, algunes versions indiquen que Lord hauria estat despertat i comunicat, però que aquest hauria preguntat que si eren senyals de la companyia, Stone va respondre-hi que eren llums blancs. Lord instruí el seu segon oficial Herbert Stone que fes senyals amb llum morse i, si li contesta ven, li ho comuniquessin. Aparentment els senyals amb llum no foren contestades.
L'últim flash s'observà a les 1:15 del dilluns 15 d'abril. Stone i un aprenent, Gibson, van estar observant vers l'embarcació que durant estones sembla apropar-s'hi i Gibson declarà que semblava tenir una gran part fora de l'aigua. A les 2 del matí, l'embarcació semblà allunyar-se de l'àrea.
El cap d'oficials del Californian George F. Stewart assumí la guaita a les 4 de la matinada i a les 4:30 del matí va creure albirar flaixos lluminosos verds a una distància d'unes 19 milles i reconèixer un vapor amb xemeneia pintada de groc, tanmateix, era el RMS Carpathia, la xemeneia del qual era vermella i que ingressava al sector.
El vapor també començà a llençar coets a les 5:30 i Stewart informà Lord sobre el que observava. Lord ordenà despertar Evans i que es posés en contacte amb el vapor per a inquirir el motiu dels flaixos observats. Evans  contactà amb l'operador del RMS Carpathia i suposà que el RMS Titanic s'havia enfonsat i ordenà dirigir-s'hi a l'última posició reportada pel RMS Titanic.
El SS Californian arribà al sector a les 8:30 del matí (incomprensiblement trigà 4 hores a recórrer només 31 km) quan el RMS Carpathia ja es retirava amb 706 rescatats del Titanic i els recomanà escombrar l'àrea per buscar-hi més supervivents. No varen buscar-hi molt, va ser molt breu, i només van trobar restes surants i petits bots salvavides (els plegables).